# 帕米红景天
帕米红景天（学名：Rhodiola pamiro-alaica）是景天科红景天属的植物。分布在蒙古、俄罗斯以及中国大陆的新疆等地，生长于海拔2,400米至2,800米的地区，常生长在河谷石缝中或山谷山坡上，目前尚未由人工引种栽培。